# واژه ال
واژه ال (انگلیسی: The L Word) یک درام تلویزیونی آمریکایی-کانادایی است.